# Retour à l'aube
Pour plus de détails, voir Fiche technique et Distribution.
Retour à l'aube est un film français réalisé par Henri Decoin, sorti en 1938.

## Synopsis
Mariée à Karl Ammer le chef de gare de Thaya, un paisible village de Hongrie, Anita est une jeune et jolie paysanne qui s’ennuie profondément. Elle rêve d’une autre vie en regardant passer chaque jour les trains express en direction de Budapest. Un événement va la tirer de sa province, elle doit se rendre à Budapest pour assister à l’enterrement d’une tante et recevoir une part de l’héritage. Après avoir rempli les formalités, Anita rate le train de retour et se retrouve seule dans la capitale.
Elle parcourt les rues et s’offre une robe luxueuse avec son héritage, puis elle se laisse entraîner dans le tourbillon de la vie nocturne de Budapest. Elle y rencontre le châtelain de Thaya, M. Osten qui l’invite à dîner. Ayant trop bu, elle se fâche avec Osten et se retrouve en compagnie d’un chef d'une bande d'escrocs, Dick Farmer, surveillé par la police. Arrêtée, elle est accusée de complicité. Dick Farmer se suicide, mais Anita sera sauvée grâce au témoignage d'Osten. La jeune femme rentre à l’aube à Thaya où elle retrouve son mari qui l’accueille en préférant ignorer le récit de ses mésaventures, trop heureux de la retrouver.

## Fiche technique
- Titre : Retour à l'aube
- Réalisation : Henri Decoin
- Scénario : Pierre Wolff et Henri Decoin d'après la nouvelle de Vicki Baum
- Photographie : Léonce-Henri Burel
- Musique : Paul Misraki
- Producteur : Joseph Bercholz
- Société de production : UDIF
- Pays de production :  France
- Langue : français
- Format : Noir et blanc - 35 mm - 1,37:1 - Son mono
- Genre : Drame
- Durée : 90 minutes
- Dates de sortie : 
  - France : 18 novembre 1938
  - États-Unis : 31 juillet 1947 (New York)

## Distribution
- Danielle Darrieux : Anita Ammer
- Pierre Dux : Karl Ammer
- Jacques Dumesnil : Dick Farmer (alias Keith)
- Thérèse Dorny : la directrice de la maison de couture
- Raymond Cordy : Pali
- Pierre Mingand : Emeric Osten
- Samson Fainsilber : l'inspecteur Veber
- Marcel Delaitre : le commissaire
- Louis Florencie

## Autour du film
- Le tournage s'est entièrement déroulé à Zichyújfalu[1],[2] et Budapest, en Hongrie.
- Le film a été réédité en DVD en 2013 chez René Chateau Vidéo